# Куприянов, Николай Сергеевич
Николай Сергеевич Куприянов — советский инженер, лауреат Сталинской премии (1950).
Родился в 1905 году в Санкт-Петербурге в семье врача императорских театров.
Окончил ЛЭТИ и некоторое время работал там же на кафедре электроакустики.
С 1936 г. — в научно-исследовательском институте радиовещательного приема и акустики (ИРПА).
С мая 1941 по 1943 год в командировке в США.
После окончания войны в должности главного конструктора возглавил группу по разработке звукового тракта телевизионного передатчика.
7 ноября 1948 г. в Москве было открыто ТВ вещание на 625 строк. За эту работу в 1950 году группе специалистов (В. Л. Крейцер, А. В. Воронов, В. И. Мигачев, П. Е. Кодесс, С. В. Новаковский, А. И. Лебедев-Карманов, Б. В. Брауде, Г. П. Казанский, Н. С. Куприянов) была присуждена Сталинская премия первой степени — за создание новой высококачественной телевизионной передающей системы высокой чёткости.